# Пейсын
Пейсын — река в России, течёт по территории Княжпогостского района Республике Коми. Устье реки находится в 188 км по правому берегу реки Вымь. Длина реки составляет 13 км. Площадь водосборного бассейна — 51,4 км².

## Данные водного реестра
По данным государственного водного реестра России относится к Двинско-Печорскому бассейновому округу, водохозяйственный участок реки — Вычегда от города Сыктывкар и до устья, речной подбассейн реки — Вычегда. Речной бассейн реки — Северная Двина.
Код объекта в государственном водном реестре — 03020200212103000021401.